# Мехмед Соколу
Соколлу Мехмед паша или Мехмед паша Соколович (на турски: Sokollu Mehmet Paşa; на сръбски: Мехмед-паша Соколовић или Mehmed-paša Sokolović) е османски военен и държавник от 16 век.

## Биография
Роден е с християнското име Байо около 1505 година в село Соколовичи близо до град Рудо, Османска империя (днес в Босна и Херцеговина), в православно семейство от Херцеговина като днес сърби, босненци и хървати спорят какъв е по националност. Известно е, че баща му се казва Димитър.
Като дете бъдещият Мехмед паша е изпратен в манастира Милешева като послушник. През 1521 е отведен в Одрин, където е помохамеданчен, приема името Мехмед и в продължение на дълги години служи в еничарския корпус включително в султанския дворец Топкапъ на различни длъжности – рикабдар (помощник на султана и част от свитата му), чохардар (отговарящ за гардероба на султана), силяхдар (оръженосец), чешнегир-башия (главен дегустатор). Участва във военните походи на империята – през 1526 в битката при Мохач, през 1529 в първата обсада на Виена, а през 1534 в поход в Персия.
От 1543 година заема високи длъжности в Османската империя. През 1546 умира Хайредин Барбароса и Мехмед е назначен за главнокомандващ флота. През 1549 Мехмед паша напуска поста, за да замени като румелийски бейлербей Семиз Али паша, който става втори везир. Като румелийски бейлербей той се проявява при войната за Трансилвания в т.нар. „Малка война“ в Унгария и обсадата на Егер през 1552. Участва и в похода срещу Грузия през 1552 – 1553, а през 1554 вече е трети везир в султанския съвет.
През 1562 се жени за дъщерята на Селим ІІ – Есмихан Султан, с което си осигурява владетелското благоразположение и развитие в кариерата. През юни 1565 година е назначен от султан Сюлейман I Великолепни (1520 – 1566) за велик везир, а при управлението на сина му Селим II (1566 – 1574) държи в свои ръце управлението на цялата империя, докато султанът се отдава на удоволствията си.
Селим II умира на 12 декември 1574 г. и престола заема неговият син – султан Мурад III (1574 – 1595), който също не проявява интерес към държавните дела, но за разлика от баща си няма такова доверие към Соколлу, чието влияние и власт започват да отслабват, въпреки че запазва поста си на велик везир. Благодарение на неговите протекции двама негови близки родственици от рода Соколовичи стават Печки патриарси – Макарий Печки и Антоний Печки.
На 11 октомври 1579 година в Цариград великият везир Соколлу е нападнат от дервиш и убит.

## Наследство
Успоредно със своята политика, Мехмед паша остава в историята и с мащабното си строителство. По негова поръчка се строят джамии, медресета, странноприемници, кервансараи, пътища, мостове.
Смята се, че именно Соколлу Мехмед паша убеждава Синан да построи знаменития Вишеградски мост на река Дрина, добил известност с романа на Иво Андрич, награден с Нобелова награда, „Мостът на Дрина“.

## Хипотеза за българския му произход
Интересно свидетелство оставя Марин Дринов, който в писмо до Българското книжовно дружество от 1870 г. пише, че при посещението си в Италия му е предложен достъп до частни колекции от ръкописи, в които открива данни за произхода на Мехмед паша, женен за дъщерята на Селим II и съответно сестра на Мурад III, който според тези данни е по народност българин:
| „ | Отидох в Италия да издиря Мавро Орбини, печатал е в Пезаро „История на славянските народи“. В целия град се намери един Орбини, та и той безкнижен берберин. Г-н Ванцолини и графът Бонамини имат частни сбирки от ръкописи. Те ми ги предложиха да ги прегледам. За турската държава се намира и следното: в царуването на султан Мурад ІІІ везир бил Мехмед паша, родом българин. В Константинопол го довели като роб, но съдбата му помогнала да стане берберин на султана, който го обикнал и направил еничер ага, та че го оженил за сестра си, а после го въздигнал до везир. | “ |